# جناح طائر (جنس)
جناح طائر أو جناح طير (الاسم العلمي: Ornithoptera)، جنس من فراشات أجنحة الطيور، يتواجد أنواعه في الجزء الشمالي من أسترالاسيا، شرق خط ويبر؛ جزر الملوك، غينيا الجديدة، جزر سليمان، وشمال شرق أستراليا؛ باستثناء جناح طائر ريتشموندية (Ornithoptera richmondia)، التي قد توجد في أقصى شمال شرق نيو ساوث ويلز، أستراليا، وهذا أقصى انتشار جنوبي لفراشات أجنحة الطيور. يضم هذا الجنس أكبر نوعين من الفراشات في العالم، وهما فراشة جناح طائر الملكة ألكسندرا وجناح طائر جالوت. تُقدّر أنواع جناح طائر تقديرًا كبيرًا من قِبل هواة جمع الحشرات نظرًا لندرتها وكبر حجمها وجمالها الاستثنائي.

## الأنواع
جُنيس: Aetheoptera
- Ornithoptera victoriae – جناح طائر الملكة فيكتوريا

جُنيس Ornithoptera
- Ornithoptera aesacus – جناح طائر جزيرة أوبي
- Ornithoptera croesus – جناح طائر والاس الذهبي
- Ornithoptera euphorion – جناح طائر كيرنز
- Ornithoptera priamus – جناح طائر أخضر شائع
- Ornithoptera richmondia – جناح طائر ريشموند

جُنيس: Schoenbergia
- Ornithoptera chimaera – جناح طائر كيميرا
- Ornithoptera goliath – جناح طائر جالوت
- Ornithoptera meridionalis – جناح طائر مذيل جنوبي
- Ornithoptera paradisea – طائر جناح الجنة
- Ornithoptera rothschildi – جناح طائر روتشيلد
- Ornithoptera tithonus – جناج طائر تيثونوس

جُنيس: Straatmana
- جناح طائر الملكة ألكسندرا